# Prometheus (película)
Prometheus (Prometeo en Hispanoamérica) es una película de ciencia ficción y terror dirigida por Ridley Scott y escrita por Jon Spaihts y Damon Lindelof. La película es protagonizada por Noomi Rapace, Michael Fassbender y Charlize Theron. El argumento sigue a la tripulación de la nave espacial Prometheus a finales del siglo XXI, a medida que exploran una avanzada civilización alienígena en busca de los orígenes de la humanidad.
Concebida como una precuela de la obra cinematográfica de terror y ciencia ficción de Scott de 1979 Alien, el octavo pasajero, el guion reescribe la película desarrollándose en una historia aparte que precede a los eventos de Alien, pero que no está directamente relacionada con las películas de la franquicia. Según Scott, aunque la película comparte «cadenas de ADN de Alien, por así decir», y se desarrolla dentro del mismo universo, Prometheus explora su propia mitología e ideas. El rodaje comenzó en marzo de 2011 y tuvo lugar en Inglaterra, Islandia y España. Prometheus fue estrenada en Estados Unidos el 8 de junio de 2012 a través de 20th Century Fox; en México su estreno fue el fin de semana del 15 de junio y en España el 3 de agosto. La película recibió una nominación al premio Óscar por Mejores Efectos Visuales. En 2017 se estrenó una secuela titulada Alien: Covenant.

## Argumento
En el planeta Tierra antes del comienzo de la vida. Al borde de una cascada, un extraterrestre humanoide espera mientras una enorme nave espacial, que permanecía inmóvil, empieza a alejarse. El humanoide bebe un líquido negro burbujeante y empieza a desintegrarse. Cuando sus restos corporales caen por la cascada, el ADN del extraterrestre sufre una reacción biogenética dando así el paso para crear la vida en la Tierra.
En 2089, los arqueólogos Elizabeth Shaw y Charlie Holloway descubren un mismo mapa estelar en escrituras de varias antiguas culturas sin contacto entre ellas. Eso se interpreta como una invitación de los precursores o diseñadores de la humanidad, sus «Ingenieros», a visitar un sistema planetario que aparece en el mapa. Peter Weyland, el anciano fundador y dueño de la Corporación Weyland, reúne fondos para la creación y lanzamiento de la nave científica Prometheus y viajar hasta la luna distante LV-223, la única habitable en el sistema planetario del mapa.
La tripulación de la nave viaja en hipersueño mientras el androide David monitoriza el viaje. También estudia lenguas antiguas, como el protoindoeuropeo, a través de la fábula La oveja y los caballos, e inglés con entonación británica, mediante filmes del siglo XX como Lawrence de Arabia. Tras llegar al planetoide durante la Navidad de 2093, Shaw y Holloway explican al resto de la tripulación las características de la misión, que consiste en encontrar a los Ingenieros. La directora de la misión, Meredith Vickers, les ordena que eviten hacer contacto sin su permiso. Prometheus aterriza cerca de una gran estructura artificial, que una parte del equipo explora.
En los pasadizos de la estructura, frente a una enorme puerta, hallan el cadáver decapitado de un enorme extraterrestre antropomorfo, que parece ser un Ingeniero. El geólogo Fifield y el biólogo Millburn, dominados por el miedo, deciden emprender el regreso. David utiliza sus conocimientos de lingüística para descifrar la escritura de la puerta y abrir una vasta cámara abovedada. En el interior encuentran numerosos cilindros similares a ánforas, una estatua monolítica de una cabeza humanoide, y la cabeza cercenada del cadáver del pasadizo. En secreto, David toma un cilindro. De los restantes se filtra un líquido oscuro.
Una fuerte tormenta se acerca y fuerza al equipo a regresar a la nave Prometheus. Millburn y Fifield, que se han perdido en el laberinto de pasadizos, quedan atrapados en la estructura. En la Prometheus, Shaw descubre que el ADN del Ingeniero tiene una estrecha relación con el de los humanos. Mientras tanto, David examina el cilindro, del que extrae un líquido negro. Intencionalmente infecta a Holloway dándole a beber disimuladamente la sustancia. Más tarde Shaw y Holloway mantienen relaciones sexuales.
Dentro de la bóveda de los cilindros, una criatura semejante a una serpiente ataca y mata a Millburn. Al intentar ayudarlo, Fifield es rociado por la sangre corrosiva de la criatura, que derrite su casco y lo expone al líquido oscuro filtrado de los cilindros. Cuando la tormenta amaina, el equipo regresa a la estructura y encuentra el cadáver de Millburn. Explorando por separado, David descubre un pasadizo hacia una sala de control que contiene a un Ingeniero sobreviviente en hipersueño, y un mapa estelar que resalta la Tierra. Mientras tanto, la infección de Holloway arrasa su cuerpo. El equipo regresa con prisa a la Prometheus para atender a Holloway. Vickers se niega a dejarlo entrar en la nave y Holloway se inmola obligando a Vickers a matarlo quemándolo con un lanzallamas.
Un escáner médico revela que Shaw, a pesar de ser estéril, está embarazada de una cría alienígena. David intenta retenerla para llevarla a la Tierra y estudiar la cría, pero ella escapa. Utilizando una camilla quirúrgica automatizada, extrae la criatura alienígena de su cuerpo. Luego descubre que Peter Weyland ha viajado en hipersueño a bordo de la Prometheus. El anciano acaba de ser despertado por David y sus asistentes, y explica a Shaw que desea preguntar a los Ingenieros cómo evitar su muerte. Cuando Weyland se prepara para ir a la estructura, Vickers lo enfrenta. En la discusión que sigue ella lo llama «padre».
Mientras tanto, Fifield, ahora contaminado y convertido en un monstruo, ataca el hangar de descenso de la Prometheus y asesina a varios miembros de la tripulación, pero finalmente logran destruirlo. El capitán de la Prometheus, Janek, especula que la estructura fue parte de una base militar de los Ingenieros, quienes supuestamente perdieron el control de su arma biológica, el líquido negro. Janek también determina que la estructura con la sala de control descubierta por David es, de hecho, una nave espacial en un hangar subterráneo. Weyland y su equipo, incluida Shaw, entran en la nave extraterrestre y despiertan al Ingeniero. David habla al Ingeniero en protoindoeuropeo, pero éste, en lugar de responder, mutila al androide y mata a Weyland y su equipo. Shaw escapa de la nave, mientras el Ingeniero se prepara para hacerla despegar con la bodega llena de cilindros llenos del fatal líquido oscuro. La cabeza aún activa de David revela a Shaw que el Ingeniero lanzará el líquido en la Tierra. Shaw convence a Janek de detener la nave del Ingeniero. Vickers y su nave salvavidas son eyectados. Entonces Janek estrella la Prometheus contra la nave extraterrestre antes de que esta logre terminar de despegar.
La nave extraterrestre, averiada, cae sobre la superficie del planeta, aplastando a Vickers. Shaw corre a la nave salvavidas de Vickers y encuentra a su hijo alienígena, que ha crecido a un tamaño gigantesco, aún encerrado en el quirófano. David advierte a Shaw por intercomunicador que el Ingeniero sobrevivió al impacto y se dirige hacia ella. El Ingeniero aparece en la nave salvavidas y ataca a Shaw. Ella libera su vástago alienígena contra el Ingeniero. Mientras Shaw huye, el monstruo hunde un tentáculo en la garganta del Ingeniero, dominándolo. Shaw recupera los restos de David, y con su ayuda, se lanza en otra nave espacial extraterrestre hacia el planeta natal de los Ingenieros, en un intento de entender por qué crearon a la humanidad y más tarde trataron de destruirla. Shaw envía un último mensaje de advertencia, diciendo que nadie debe acercarse a ese planetoide. La fecha es año nuevo de 2094.
Entre tanto, en la nave salvavidas, un ser similar a un xenomorfo brota del pecho del Ingeniero.

## Reparto
- Noomi Rapace como Elizabeth Shaw, una arqueóloga y científica.[8] Rapace se reunió con Scott en agosto de 2010 para el papel principal de la película.[9] Otras actrices en conversaciones para el papel incluyeron a Anne Hathaway, Natalie Portman, Gemma Arterton, Carey Mulligan y Abbie Cornish.[10][11][12] En enero de 2011 Rapace fue confirmada para su papel como la Dra. Elizabeth Shaw, un personaje que han comparado al de Ellen Ripley de la franquicia Alien.[13][14] Rapace describe además su personaje como en un principio una "creyente [...] en Dios [...] llena de esperanza," pero que "las cosas suceden y se transforma más en una guerrera".[8]
- Michael Fassbender como David, un androide.[15][16] El guionista Damon Lindelof describe a su personaje como inspirado en Blade Runner, con especial énfasis en las relaciones entre androides y seres humanos: "¿Cómo es la película desde el punto de vista del robot? Si se le pregunta, '¿Qué piensas sobre todo esto? ¿Qué está pasando? ¿Qué piensas sobre estos humanos que están a tu alrededor?' ¿No sería genial si encontráramos un modo por el cual el robot respondiera a esas preguntas?".[17] Fassbender compartió que "hay una gran cantidad de interesantes rasgos y nichos para él."[18] El actor no vio Alien para inspirarse, pero sí Blade Runner y se fijó en el saltador olímpico Greg Louganis, "Louganis fue mi primera inspiración. Me imaginé que había una especie de base de mi físico más o menos a su alrededor, y entonces es como que se fue de allí".[19]
- Charlize Theron como Meredith Vickers, figura corporativa de Weyland Corporation y directora ejecutiva de la Prometheus.[20][21][22] Theron describió el personaje como "un vestido que lentamente arroja [su] piel a través de la película",[23] y también como "algo así como un villano... [quien] definitivamente tiene una agenda".[24] Michelle Yeoh y Angelina Jolie[13] fueron consideradas para el papel, descrito como "una cuarentona, una mujer ruda pero atractiva".[15] Sigourney Weaver restó importancia a cualquier semejanza entre su personaje de Ripley y el de Vickers de Theron: "Estoy segura de que no estamos tratando de crear una Ripley rubia ni nada por el estilo. (Charlize es) una actriz maravillosa, ella querrá hacer su propia cosa con ello y no estar a la sombra de otro", comentó en el Festival de Cine de Marrakech de 2011.[22]
- Guy Pearce como Peter Weyland, fundador y líder de Weyland Corp y creador del androide David.[25]
- Idris Elba como Janek, el capitán en funciones de la nave espacial Prometheus.[20][26]
- Logan Marshall-Green como Charlie Holloway, un miembro de la tripulación[27] a bordo de la Prometheus e interesado en el amor de Elizabeth.[28][29]
- Kate Dickie como Mudow, una primera oficial encargada de la rehabilitación física de la tripulación tras dos años en animación suspendida.[30]
- Rafe Spall como Milburn, un biólogo.[31][32]
- Sean Harris como Fifield, un geólogo.[33]
- Patrick Wilson como el padre de Shaw.[34]
- Emun Elliot como Chance, piloto de la Prometheus.
- Benedict Wong como Ravel, piloto de la Prometheus.
- Branwell Donaghey como Jackson, jefe de seguridad de la Prometheus.

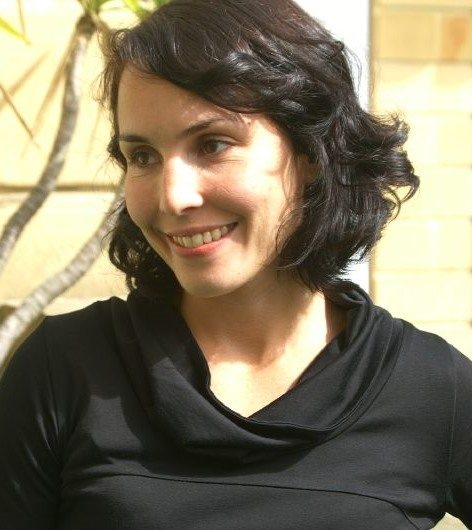
Noomi Rapace, como Elizabeth Shaw
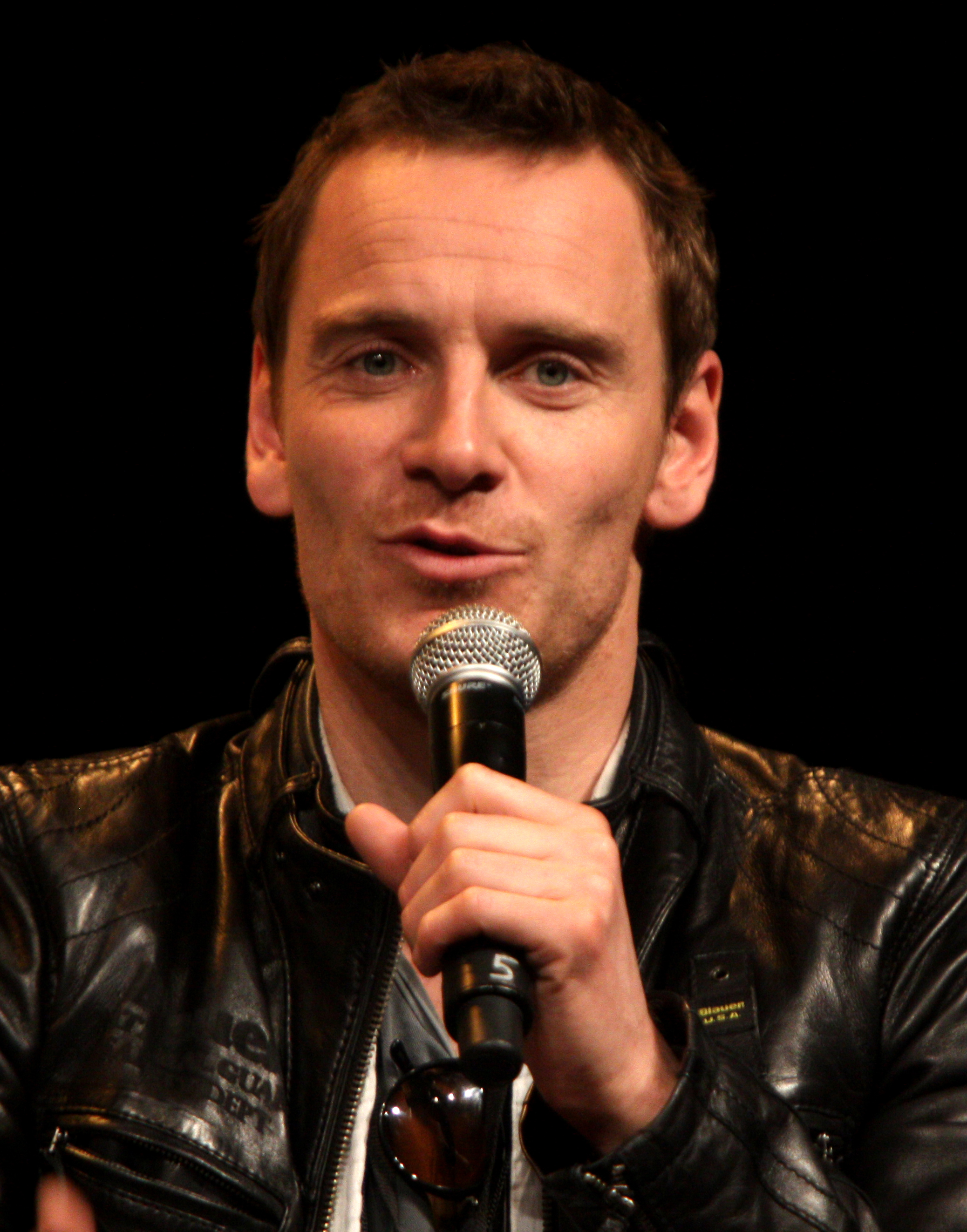
Michael Fassbender, como David.
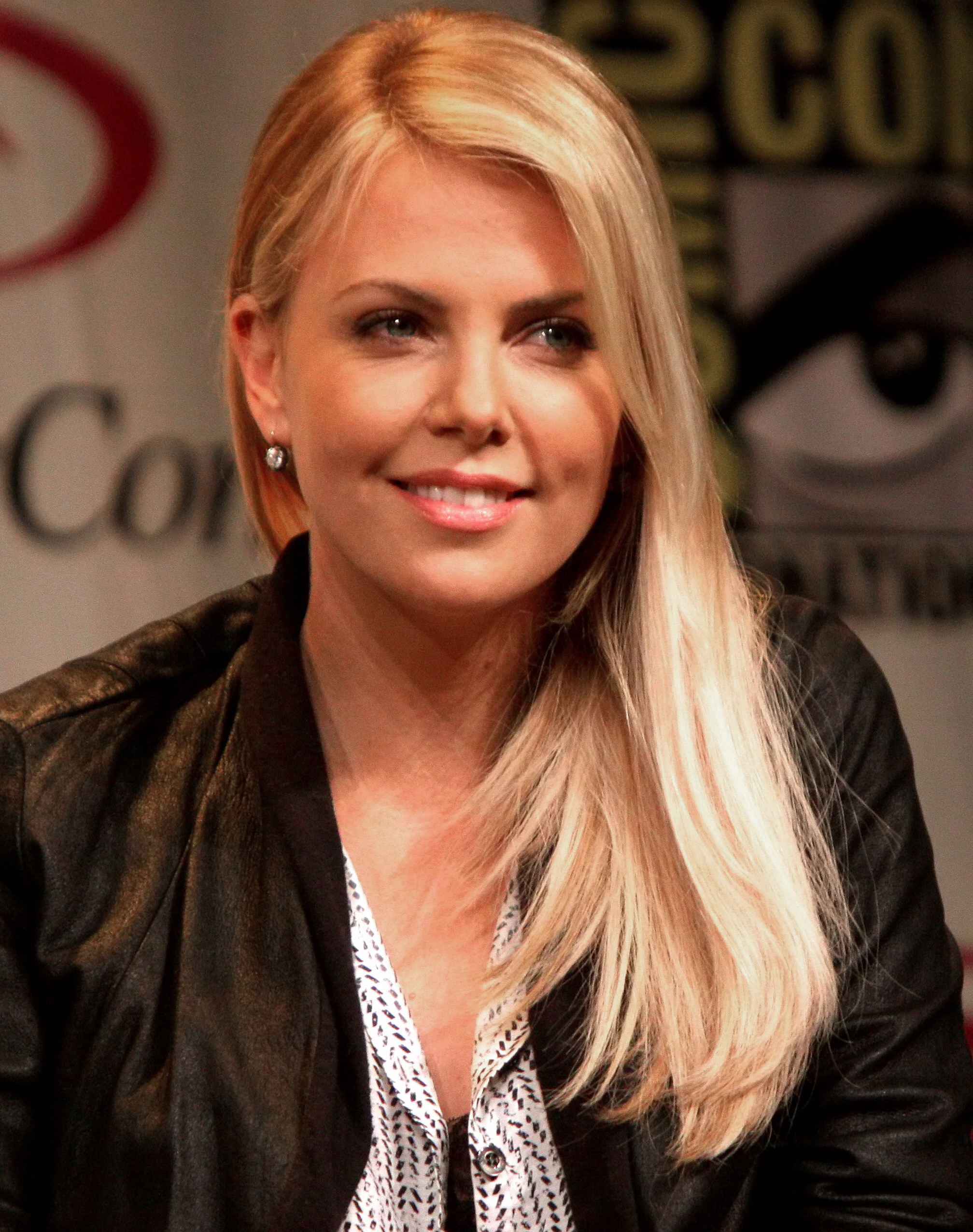
Charlize Theron, como Meredith Vickers.
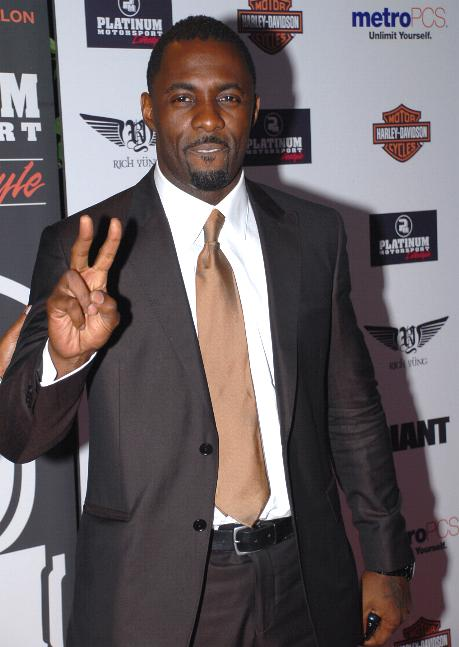
Idris Elba, como Janek.
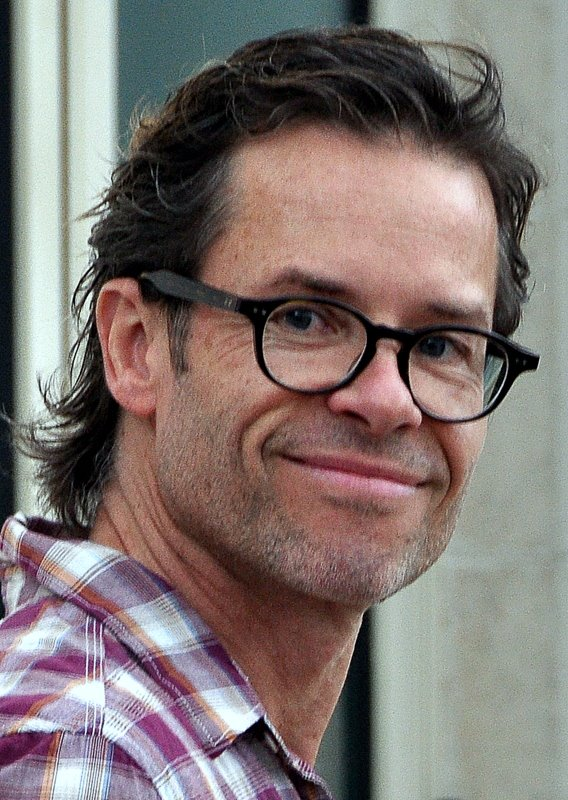
Guy Pearce, como Peter Weyland.

## Producción

### Desarrollo
Desde principios de la década de 2000, había sido considerada una quinta entrega en la franquicia Alien. James Cameron había trabajado inicialmente en una historia para tal entrega; se trataba de explorar los orígenes de las criaturas Alien. Sin embargo, Cameron abandonó el proyecto después de conocer que Fox estaba persiguiendo Alien vs. Predator - un argumento que sintió que "destruiría la validez de la franquicia". Por este tiempo, Ridley Scott y Sigourney Weaver habían expresado también su interés en regresar a la serie y ambos apoyaron la idea de explorar los comienzos. Scott impulsó que el curso más lógico sería explorar los orígenes de "Space Jockey" - el ser extraterrestre desconocido, que solo tuvo una breve aparición en la película de terror y ciencia ficción de Scott de 1979 Alien, como piloto fallecido de la nave espacial abandonada - además de cómo los aliens deberían continuar las series. "Creo que sería genial volver atrás, porque me he hecho esa pregunta muchas veces: '¿De donde surgió el Alien?' La gente lo quiere realmente saber de una manera muy visceral", dijo Weaver. Para el 2008, Scott estaba totalmente unido al proyecto con Weaver comentando que "[él] está entusiasmado".
En mayo de 2009, Fox informó por primera vez del proyecto como un "reboot" a la franquicia Alien, manifestándose poco después como una precuela sin título de Alien. Siendo así, Scott desarrolla la historia en la década de 2080, 30 años antes de Alien - el personaje de Weaver, Ellen Ripley, no desempeñaría un papel; tampoco la criatura alien "original". La película exploraría la naturaleza, el origen y la "civilización asombrosa" de la raza alienígena del Space Jockey, así como el papel antropogenético ficticio de los seres en los orígenes de la humanidad en la Tierra. Tales ideas fueron "parcialmente" inspiradas en los escritos sobre antiguos astronautas de Erich von Däniken. Scott dijo a The Hollywood Reporter, "La NASA y el Vaticano coinciden en que [es] casi matemáticamente imposible que podamos estar donde estamos hoy sin que hubiera habido una pequeña ayuda en el camino... Eso es lo que estamos contemplando (en la película), algunas de las ideas de Erich von Däniken de cómo surgieron los humanos". La precuela de Scott, que originalmente tuvo varios borradores, presentó un personaje principal femenino y se centraría también en la terraformación y en las Weyland Industries antes de su fusión con Yutani Corporation. Scott promovió que el sistema planetario original Zeta II Reticuli formara parte de la historia de la precuela; y que el argumento también acarrearía enfoques "tecnológicamente factibles" y aplicaciones cercanas a viajes más rápidos que la luz, las cuales desempeñarían un papel importante. "La dilatación del tiempo y los efectos de la desmaterialización y rematerialización también fueron factores en los proyectos". Elaborando más, el director comentó en una entrevista que "la película será realmente dura, realmente desagradable. Es el lado oscuro de la luna. Estamos hablando de dioses e ingenieros. Ingenieros del espacio. ¿Y fueron los aliens diseñados como una forma de guerra biológica? ¿O biología que entraría y limpiaría un planeta?" Luego agregó, "El elenco encontró un establecimiento que no es lo que esperaban que fuera, es una civilización pero lo que encontramos en ella es un comportamiento muy incivilizado".
Scott buscó inicialmente producir la precuela en dos partes y en 3D. También anticipó disponer del antiguo director comercial Carl Erik Rinsch para dirigirla, pero 20th Century Fox, quien posee los derechos de la franquicia Alien, quiso a Scott como director. En julio de 2009, Scott fue el encargado de dirigir la película. El guionista Jon Spaihts había lanzado a Fox su aproximación a la precuela.

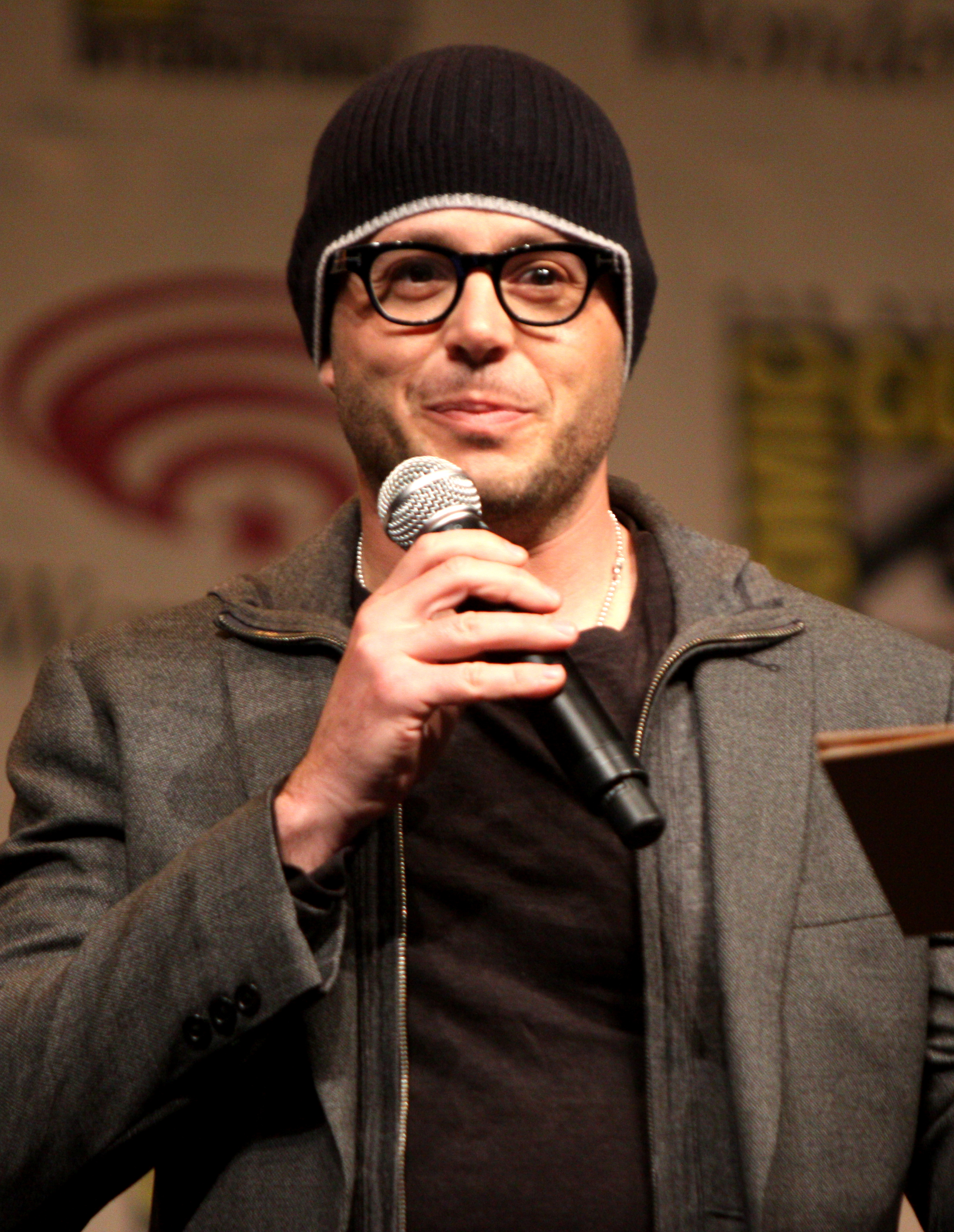
El guionista Damon Lindelof promocionando Prometheus en el WonderCon de 2012. Lindelof fue contratado para reescribir el guion original de Jon Spaihts.

Al estudio y a Scott le gustaron y contrataron a Spaihts para escribir el guion. El guionista Damon Lindelof fue más tarde contratado para revisar el guion de Spaihts. En octubre de 2010, Lindelof presentó el guion revisado a la 20th Century Fox. El estudio estuvo contento porque había impugnado la propuesta de Scott de un presupuesto de 150 a 160 millones de dólares y encontró el guion de Lindelof más consciente del presupuesto; Scott había solicitado inicialmente un presupuesto de 250 millones de dólares, junto con una calificación R, pero la 20th Century Fox se mostró renuente a invertir tanto dinero en una película que no era PG-13.
En diciembre de 2010, en respuesta a los comentarios en Twitter, Chris Petrikin, un portavoz de 20th Century Fox, negó los rumores de que la película iba a ser llamada "Paradise". En enero de 2011, se confirmó que la película se titularía Prometheus con una fecha de lanzamiento en 2012. Scott minimizó los lazos de la película con la franquicia Alien. Dijo: "Mientras que Alien fue ciertamente el punto de partida para este proyecto, de entre el proceso creativo evolucionó una nueva, grandiosa mitología y universo en la cual esta historia original tiene lugar. La fan incisivo reconocerá cadenas de ADN de Alien, por así decir, pero las ideas abordadas en esta película son únicas, grandes y provocativas". En febrero de 2011, Scott sostuvo que la película no era una precuela de Alien, mientras que Fassbender afirmó que la película contaría con elementos de Alien, diciendo "Prometheus está absolutamente conectado a Alien... Hay un sentido definido de conexión". En junio de 2011, Lindelof declaró que estaba de acuerdo con la creencia de Scott de que la criatura Alien se había "diluido" por la exposición que había recibido desde Alien y no quería que la película fuera "sobrecargada por toda la retórica de esa franquicia con Facehuggers y Chestbursters". Lindelof declaró que la película tiene lugar en el mismo universo que Alien, pero no es una historia sobre los acontecimientos que condujeron a esa película, diciendo que "una verdadera precuela debe proceder esencialmente [sic] de los acontecimientos de la película original, pero ser sobre algo completamente diferente, contar con diferentes personajes, tener un tema totalmente diferente, a pesar de tener lugar en ese mismo mundo".
En julio de 2011, Scott declaró que "al final del tercer acto empiezas a darse cuenta de que hay un ADN del primerísimo Alien, pero ninguno de las posteriores [películas]" y lo denominó "bastante orgánico para el proceso y para Alien", pero mantuvo una distinción entre las dos películas, diciendo "vamos hacia atrás, no vamos hacia adelante". En octubre de 2011, durante una entrevista para BBC Morning Show, Rafe Spall añadió a la discusión sobre la materia diciendo, "Creo que a los fans de la franquicia les va a encantar. Alien es una de las mejores películas jamás hechas, y es una verdadera locura estar en un traje espacial en un set de 'Alien' con Ridley Scott viniendo y hablándote. Es increíble. Eso es por lo que yo quise ser un actor, estar en un traje espacial sobre un set de 'Alien'".

### Preproducción
La producción de Prometheus ha estado marcada por un alto grado de secretismo, con detalles de la historia "extremadamente encubiertos". Decidido a mantener el secreto del argumento, Scott requirió al elenco firmar cláusulas para evitar revelar detalles de la historia, y solo se les permitía leer el guion bajo la supervisión de la oficina de producción de Scott. Una excepción fue hecha cuando un mensajero voló hacia uno de los actores en un localización extranjera y luego montaba guardia mientras el actor leía el guion. Su primera lectura del guion se hizo en la intimidad de su despacho.
El 10 de noviembre de 2010, un tuit de Henry South, un diseñador visual FX trabajando en la precuela de Alien, indicó que la película había entrado en producción. El diseñador de producción Arthur Max encabeza el departamento de arte de los Pinewood Studios, cuya tarea consiste en deconstruir el primer Alien (Space Jockey) y revertir el diseño de la precuela desde el arte e imágenes originales. Scott afirmó que el propio alien no aparecería en la película, diciendo que "ellas [las secuelas de Alien] lo exprimieron hasta la última gota. Él [el alien] lo hizo muy bien. Sobrevivió... y de ninguna manera voy a volver allí. Scott trajo al proyecto al diseñador de la criatura Alien H. R. Giger para diseñar murales que aparecerían como algunos de los primeros artefactos del mundo alien en la película. En Comic-Con, Damon Lindelof declaró que la película mantendría tantos efectos prácticos como fuera posible. La única mención del uso de CGI fue para una previsualización de imágenes del espacio exterior. Scott, recordando el consejo que el artista de efectos especiales Douglas Trumbull le diera en el set de Blade Runner dijo, "si puedes hacerlo en vivo, hazlo en vivo", afirmando que los efectos logrados en la práctica eran más rentables que digitalmente.
Roger Christian, director artístico del primer Alien, especuló que la película se rodaría en 3-D, lo cual fue confirmado finalmente por Ridley Scott. Ya que las películas en 3-D necesitan altos niveles de iluminación en el set, la atmósfera característica de las películas de Alien con oscuridad y sombras se añadió en posproducción a través de procesos de graduación, mientras que el equipo 3-D se basó en tecnología posAvatar.

### Rodaje

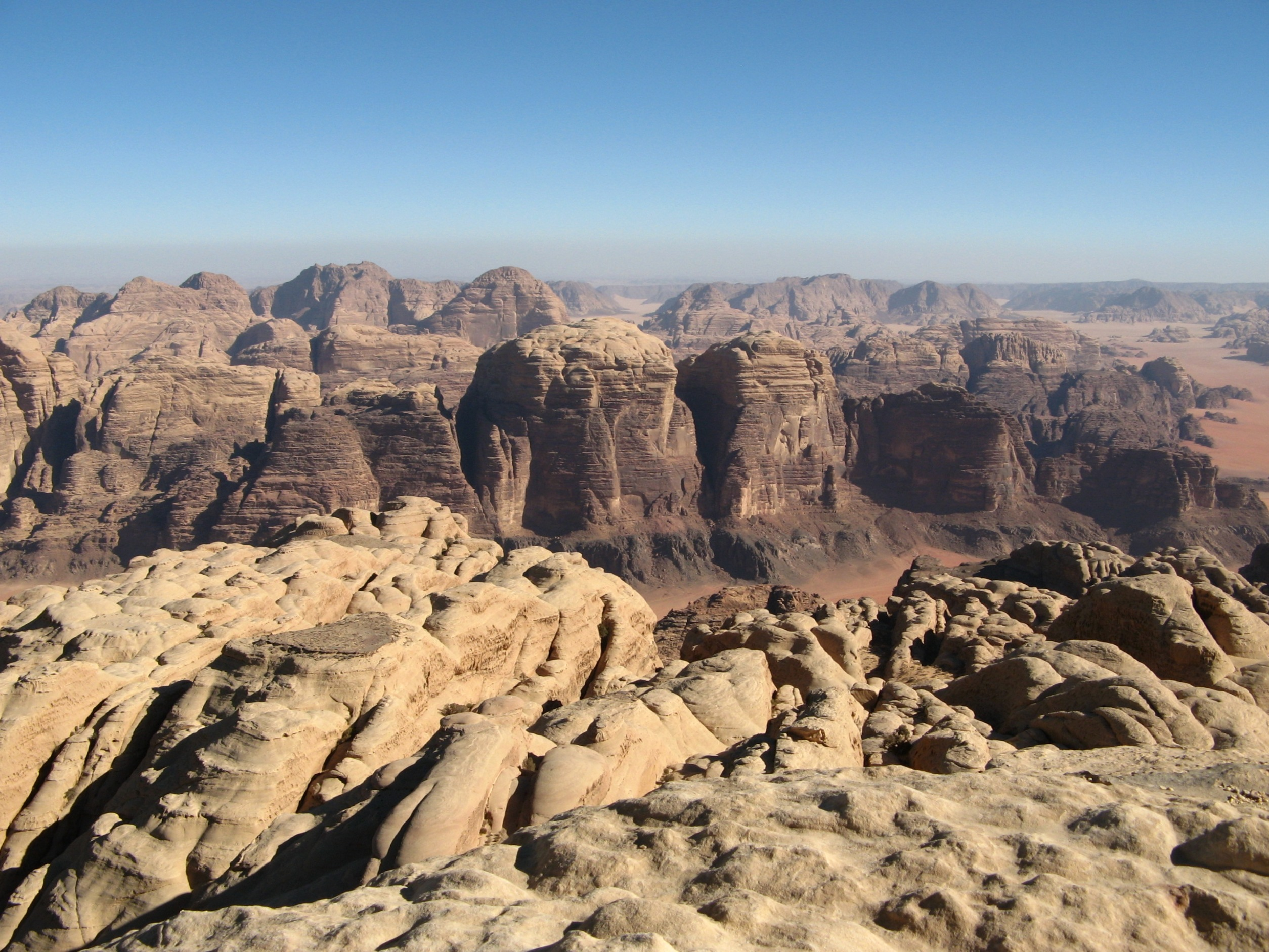
Uadi Rum, en Jordania, proporciona el fondo de gran parte de la película.

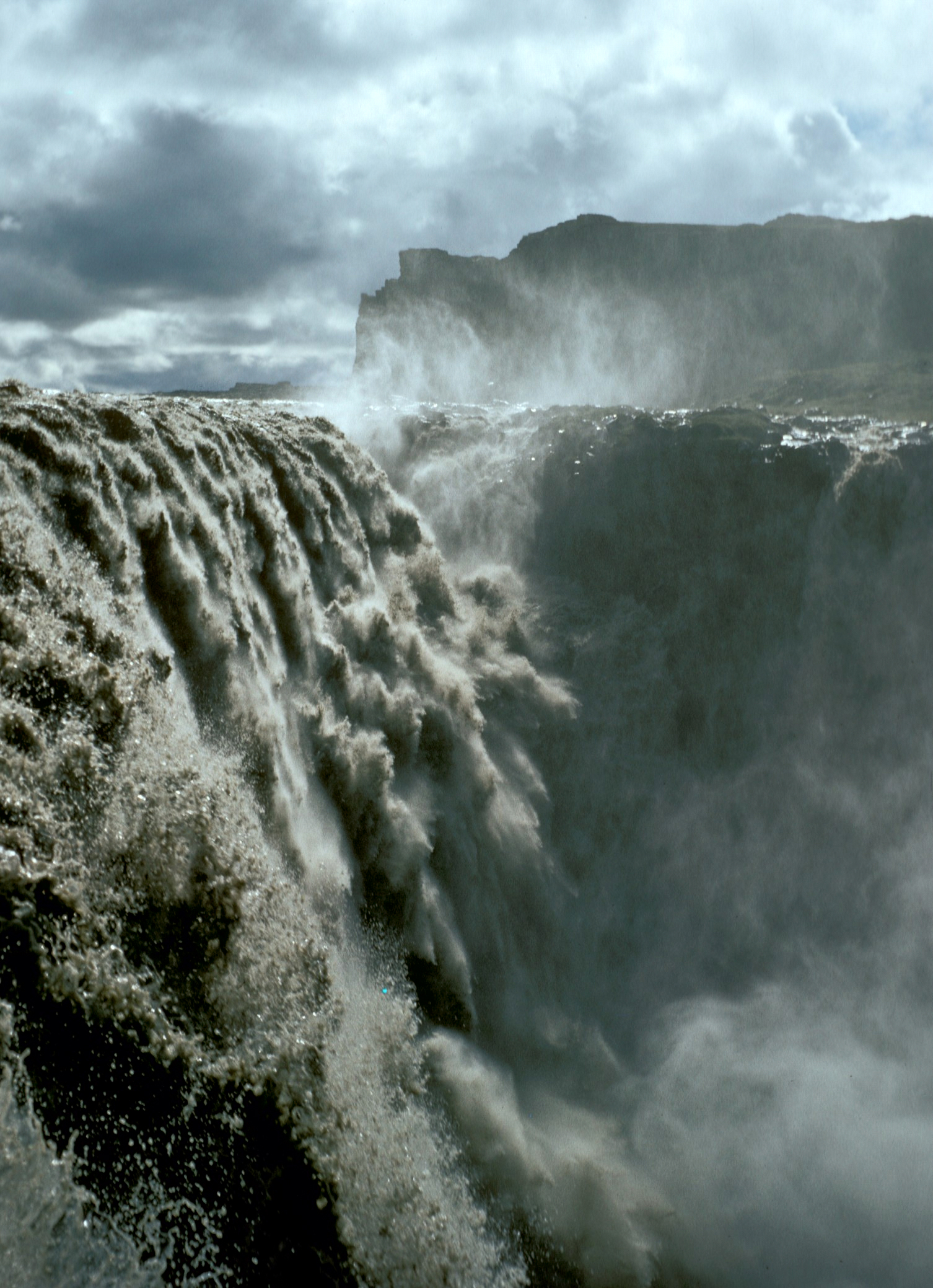
La cascada Dettifoss en Islandia fue utilizada en la escena inicial de la película mostrando a un Ingeniero creando vida.

La filmación comenzó en marzo de 2011. Después de tres semanas rodando en los Pinewood Toronto Studios, la producción se trasladó en mayo a los Pinewood Studios en Londres. El escenario 007 fue utilizado para una de las piezas del set. Sobre el uso del escenario 007 y otras instalaciones de filmación, Scott dijo: "Es la historia de la creación, los dioses y el hombre que estaba en contra de ellos. No es una película pequeña. Estoy usando el gigante escenario James Bond 007 en Pinewood y otros seis escenarios de sonido para filmarlo".
Uadi Rum, en Jordania, proporcionó el fondo de gran parte de la película. El rodaje también fue llevado a cabo en Islandia para una sesión de dos semanas. Ridley Scott declaró que este lugar ocuparía los primeros 15 minutos de la película como una secuencia del "principio del tiempo". También se informó que el rodaje se trasladaría a España en noviembre donde serían rodadas escenas que requieren un tanque de agua y una nave. La construcción según se informa fue llevada a cabo en Alicante para recrear la nave de los protagonistas en la película.
La actriz Charlize Theron afirmó que, durante el set, "Ridley comenzó haciendo una cosa interesante, me hacía estar de pie en esquinas y al acecho todo el tiempo, y terminó siendo realmente misterioso". En términos generales, Rapace compartió, "Estuve allí filmando durante unos seis meses y fue súper intenso, mi cuerpo estaba muy dolorido algunas veces, pero fue absolutamente increíble". Ella también confesó que se sentía como regresando a la Tierra después de la conclusión, en Islandia, del rodaje.

### Postproducción
Después de pasar dos semanas trabajando en grabaciones de diálogos adicionales para la película durante diciembre de 2011, Noomi Rapace describió Prometheus en posproducción como "brutalmente bello".

### Música
Marc Streitenfeld, quien trabajó en varias de las películas anteriores de Ridley Scott, compuso la partitura de Prometheus.
En un momento de la película, el capitán Janek sostiene en sus manos un acordeón que dice que perteneció a Stephen Stills, cantando una pequeña frase de una de sus canciones ("Love The One You’re With").
En la película también suena en algunos momentos el Preludio n.º 15 de Frédéric Chopin.

## Marketing

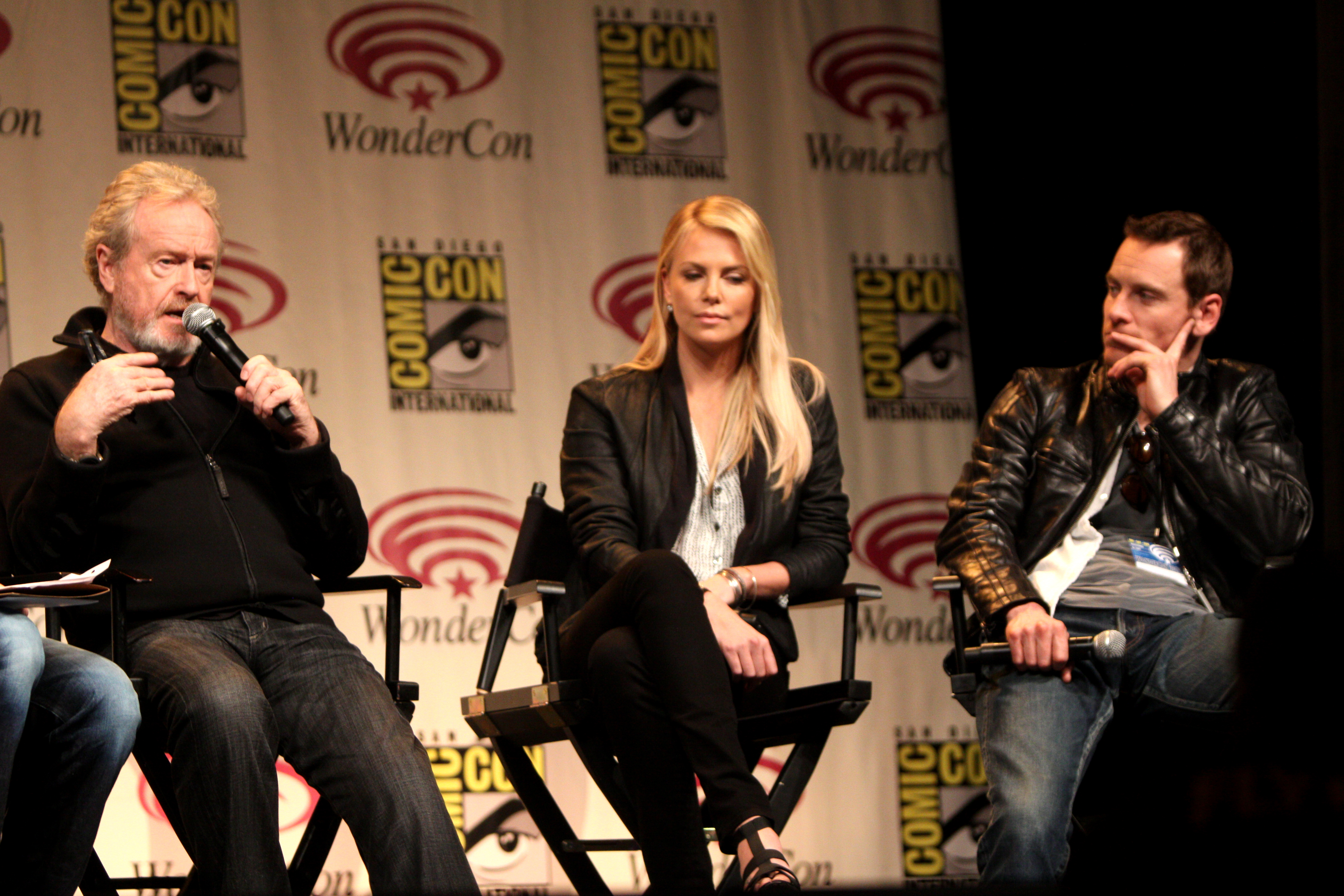
Ridley Scott, Charlize Theron y Michael Fassbender promocionando la película en el WonderCon en marzo de 2012.

En lugar de crear un sitio web oficial, el equipo de marketing de Prometheus puso en marcha la página oficial de la película en Facebook el 19 de julio de 2011. Esta herramienta de marketing de medios sociales ha sido utilizada de diversas maneras en la promoción de eventos, noticias y novedades. Una página de Twitter de la película también fue creada.
La primera imagen revelada de la película muestra un personaje anónimo con traje espacial en el aire y en medio de escombros; se presentó el 21 de julio junto con otro metraje exhibido con antelación de Prometheus en la Convención Internacional de Cómics de San Diego de 2011. El guionista Damon Lindelof y la actriz Charlize Theron estuvieron presentes para la presentación de Prometheus. Ridley Scott y Noomi Rapace participaron en el evento, a través de contribución vía satélite, desde Islandia. Entre el metraje visto con anticipación, que incluía "cortes rápidos de disparos de la tripulación de una nave espacial", fue la imagen de Theron haciendo "flexión de codos desnuda" la que se divulgó muy bien en los medios de comunicación. Otra serie de fotogramas de la película, mostrando el reparto principal explorando un entorno alienígena (incluyendo una cabeza humanoide monolítica y urnas), y Theron con Idris Elba en el puente de la nave espacial Prometheus, fueron puestos a disposición de Entertainment Weekly para publicarse el 23 de noviembre. El póster oficial de la película fue revelado el 14 de diciembre con el lema, "La búsqueda de nuestro origen podría conducir a nuestro final".
Una grabación pirata del tráiler sin terminar fue subida a Internet el 27 de noviembre, pero fue pronto eliminada. El presidente de Fox Entertainment Group, Thomas Rothman, dijo que era "desgarrador", agregando que "para ser una temprana, temprana, temprana, tempranamente mal concebida, incompetente prueba para filtrarse, es tan injusto". El mismo día, un supuesto tratamiento en quince párrafos de la película fue publicado por el blog GeekTyrant. Una "gancho" promocional, para promover el lanzamiento del primer avance, se puso a disposición en la biblioteca de iTunes Movie Trailers. De treinta y un segundos de duración, el vídeo se exhibió comentado por Scott, así como con escenas de la película nunca antes vistas y su producción, y fue lanzado el 19 de diciembre. La segunda y tercera vistas previas promocionales salieron al aire, posteriormente, el 20 y el 21 de diciembre, respectivamente, a modo de cuenta atrás. El avance publicitario oficial de Prometheus fue revelado el 22 de diciembre de 2011.

## Estreno
Prometheus se estrenó en varios países europeos el 30 de mayo y el 1 de junio de 2012, y en otros territorios internacionales el 7 y el 8 de junio de 2012. Fue originalmente programado para ser lanzado el 9 de marzo de 2012, pero la fecha fue postergada para "un estreno de verano de alto perfil".

## Recepción

### Respuesta crítica

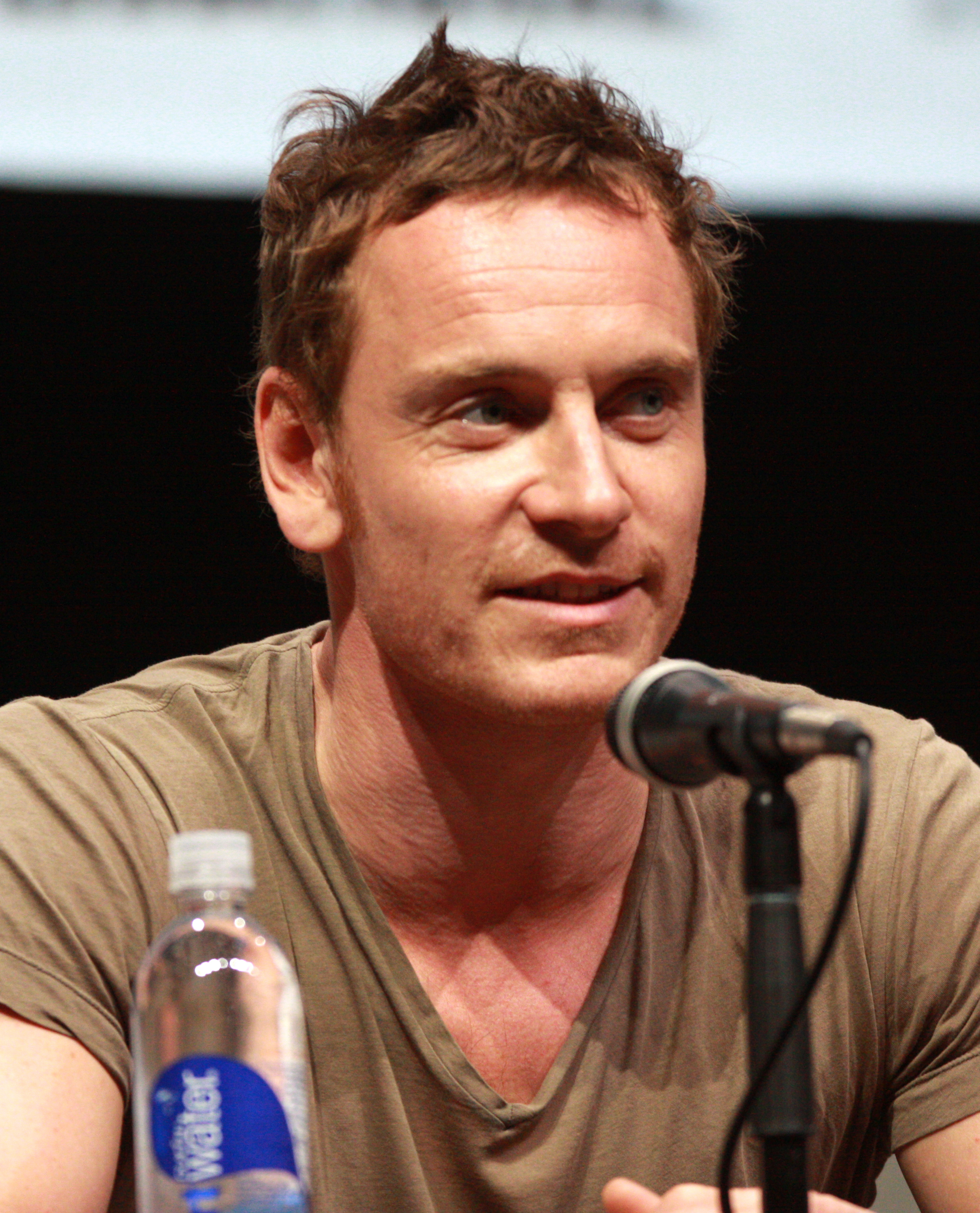
Michael Fassbender en 2013. Los críticos lo elogiaron casi unánimemente por su interpretación como el androide David.

La película obtuvo una evaluación aprobatoria de 74% de 261 críticos (con una media ponderada de 6,9 sobre 10) en Rotten Tomatoes, cuyo consenso dice: «La ambiciosa casi-precuela de Ridley Scott para Alien quizás no conteste todas de sus grandes preguntas, pero es rescatada por su fascinante grandiosidad visual e interpretaciones asombrosas —particularmente, Michael Fassbender como un androide exigente». Metacritic proporciona un resultado de 65 sobre 100 de 42 críticos, indicando reseñas «generalmente favorables». Las encuestas de CinemaScore reportó que el grado promedio que los aficionados al cine entregaron a la película fue una «B» en una escala de A+ a F, con no más de 25 miembros de audiencia calificándola con una «A-». Las reseñas elogiaron frecuentemente la estética visual y el diseño de la película, y la interpretación de Fassbender como el androide David recibió un elogio casi universal. Sin embargo, el argumento tuvo respuestas más mixtas, con críticas sobre los elementos de la trama que quedaron sin resolver o eran predecibles, templado por la apreciación de las piezas de escenas en acción y terror.
Todd McCarthy de The Hollywood Reporter expresó que los efectos visuales de la película fueron vívidos, asombrosos y magnificentes en un nivel técnico, distinguiendo con elogios las interpretaciones de Fassbender, Rapace y Theron, pero lamentó que la película se ajustara mucho a las expectativas de la audiencia, haciéndola predecible. Tom Huddleston de Time Out London sintió que el argumento fue «plano» y «predecible», los personajes carecían de emoción, y que mientras la película fue «perfectamente entretenida», no pasa bien para las expectativas de prelanzamiento. Emanuel Levy citó el argumento como su única queja con la película, quien afirma que la vuelve incapaz de seguirla a través de sus ideas filosóficas. Roger Ebert la calificó con 4 estrellas sobre 4, diciendo que es una «magnífica combinación de historia, efectos especiales y un elenco convincente, filmada en un efectivo y cuerdo 3D que no distrae». El crítico comparó a Rapace con la interpretación de Sigourney Weaver en Alien como una forma de continuar «la tradición de sorprendente fuerza femenina», pero consideró a Elba como un actor más interesante. Ebert pensó que el argumento, el cual hace más preguntas y no las responde, hace «intrigante» a la película y se puede ponerla dentro de la «clásica tradición de la era dorada de ciencia ficción».
No obstante, Jonathan Crocker de Total Film dijo que el argumento intrigó exitosamente con la mitología de Alien, mientras ofrece sus propias ideas originales. Lisa Schwarzbaum de Entertainment Weekly fue positiva hacia el elenco, particularmente Rapace, y la fotografía. Andrew O'Hehir de Salon dijo que la película fue «sombría, espectacular y laboriosa», pero que la «grandiosidad y lo portentoso es, en algunas ocasiones, la gran fuerza y debilidad de la película», criticando a los personajes por carecer de «sentido común». O'Hehir también mencionó la fotografía de Wolski y el diseño de producción de Max. A. O. Scott criticó la historia de débil, minando su «potencial elevado e impactante» con «pedacitos de información de sorpresa momentánea en significado o resonancia», pero describió a Rapace como «una fina heroína, vulnerable y determinada».
En una reseña negativa, el crítico cinematográfico Justin Chang de Variety analizó que la estructura y género de la película no mantiene la contracorriente filosófica del argumento, y sintió que Prometeo fue un ocioso aplazamiento para conectar los puntos claves del argumento bajo la presunción que una secuela sería hecha. Peter Bradshaw de The Guardian fue menos crítico pero pensó que Prometeo «[careció] el toque central de Alien, llamándola «más grandiosa y más elaborada, pero menos interesante». Ian Nathan de Empire estuvo poco impresionado por Rapace —quien la describió como una líder nada convincente— y resumió que la película carece de suspense. Nick Pinkerton de The Village Voice declaró que la película es «propensa a la pesadez superficial», que puede «imitar la apariencia de una película épica, noble e importante», pero falla en recompensar. Criticó a Rapace y Marshall-Green, fallan en inculcar lentamente el interés en su relación como personajes, pero añadió: «Hay pocas piezas de escenas que encontraría una lugar de honor entre los aficionados del body horror y todas esas cosas húmedas y viscosas».
Escribiendo en The Atlantic, Govindini Murty proporcionó una guía detallada de la mitología, literatura e influencias de la película, que incluye desde H.P. Lovecraft a las pinturas de William Blake.

### Premios
| Año  | Premio                                      | Categoría                                                                    | Receptor                                                                              | Resultado | Ref.    |
| ---- | ------------------------------------------- | ---------------------------------------------------------------------------- | ------------------------------------------------------------------------------------- | --------- | ------- |
| 2012 | Golden Trailer Awards                       | Summer 2012 Blockbuster Trailer                                              | Prometheus / "Not Alone", 20th Century Fox, Wild Card                                 | Nominada  | [ 106 ] |
| 2012 | Golden Trailer Awards                       | Best Sound Editing                                                           | Prometheus, 20th Century Fox, Skip Film                                               | Nominada  | [ 106 ] |
| 2012 | Houston Film Critics Society                | Worst Film                                                                   | Prometheus                                                                            | Nominada  | [ 107 ] |
| 2012 | Key Art Awards                              | Digital                                                                      | "Weyland Industries" website                                                          | Ganadora  | [ 108 ] |
| 2012 | Key Art Awards                              | Innovative Media                                                             | Prometheus                                                                            | Ganadora  | [ 108 ] |
| 2012 | Los Angeles Film Critics Association Awards | Best Art Direction                                                           | Alex Cameron                                                                          | Ganadora  |         |
| 2012 | Phoenix Film Critics Society                | Best Visual Effects                                                          | Richard Stammers, Charley Henley y Martin Hill                                        | Nominada  |         |
| 2012 | Satellite Awards                            | Visual Effects                                                               | Richard Stammers, Charley Henley y Martin Hill                                        | Nominada  | [ 109 ] |
| 2012 | Satellite Awards                            | Sound (Editing and Mixing)                                                   | Victor Ray Ennis, Ann Scibelli, John Cucci y Mark P. Stoeckinger                      | Nominada  | [ 109 ] |
| 2012 | Teen Choice Awards                          | Choice Movie Breakout                                                        | Noomi Rapace                                                                          | Nominada  | [ 110 ] |
| 2012 | Teen Choice Awards                          | Choice Summer Movie – Action                                                 | Prometheus                                                                            | Nominada  | [ 110 ] |
| 2012 | Teen Choice Awards                          | Choice Summer Movie Star – Female                                            | Charlize Theron (también por Snow White & the Huntsman)                               | Nominada  | [ 110 ] |
| 2013 | Premios Óscar                               | Óscar a los mejores efectos visuales                                         | Richard Stammers, Trevor Wood, Charley Henley y Martin Hill                           | Nominada  | [ 111 ] |
| 2013 | ADG Excellence in Production Design Award   | Fantasy Film                                                                 | Arthur Max                                                                            | Nominada  | [ 112 ] |
| 2013 | Premios BAFTA                               | Special Visual Effects                                                       | Richard Stammers, Charley Henley, Trevor Wood, Paul Butterworth                       | Nominada  | [ 113 ] |
| 2013 | Critic's Choice Award                       | Best Sci-Fi/Horror Movie                                                     | Prometheus                                                                            | Nominada  | [ 114 ] |
| 2013 | Golden Reel Awards                          | Best Sound Editing — Sound Effects and Foley in a Feature Film               | Prometheus                                                                            | Nominada  | [ 115 ] |
| 2013 | Visual Effects Society                      | Outstanding Compositing in a Feature Motion Picture                          | Xavier Bourque, Sam Cole, Simone Riginelli, Denis Scolan por "Engineers & the Orrery" | Nominada  | [ 116 ] |
| 2013 | Visual Effects Society                      | Outstanding Created Environment in a Live Action Feature Motion Picture      | Julien Bolbach, Marco Genovesi, Martin Riedel, Marco Rolandi por "LV-233"             | Nominada  | [ 116 ] |
| 2013 | Visual Effects Society                      | Outstanding Visual Effects in a Visual Effects-Driven Feature Motion Picture | Paul Butterworth, Charley Henley, Allen Maris, Richard Stammers por Prometheus        | Nominada  | [ 116 ] |
| 2013 | London Film Critics' Circle Awards          | Supporting Actor of the Year                                                 | Michael Fassbender                                                                    | Nominada  |         |
| 2013 | Saturn Awards                               | Best Science Fiction Film                                                    | Prometheus                                                                            | Nominada  | [ 117 ] |
| 2013 | Saturn Awards                               | Best Supporting Actor                                                        | Michael Fassbender                                                                    | Nominada  | [ 117 ] |

## Secuelas
Durante la convención WonderCon del 17 de marzo de 2012, el director dijo que la película dejaba muchas preguntas sin respuesta y que éstas podrían ser resueltas en una secuela.

«Si tenemos suerte, habrá una segunda parte. Te deja con algunas agradables preguntas abiertas.»
 Ridley Scott, director de cine.

«Si tenemos la suerte suficiente como para hacer una secuela, ésta irá tangencialmente aún más lejos del Alien original».
Damon Lindelof, guionista.

En junio de 2012, Lindelof dijo que mientras que elementos de la trama fueron dejados deliberadamente sin resolver para que pudieran ser contestados en una secuela, él y Scott habían discutido a fondo lo que debía ser resuelto para que Prometheus pudiera presentarse como una película independiente, en el caso de que una secuela no estuviera garantizada.
Ridley Scott dijo que una secuela seguiría a la protagonista a su próximo destino:

[...] Porqué si es el paraíso, el paraíso no puede ser lo que piensas que es. El paraíso tiene una connotación de ser extremadamente siniestro y amenazador.
Ridley Scott, director de Prometheus.

Si [Scott] me quiere para involucrarme en algo, sería difícil decir no. Al mismo tiempo siento que Prometheus podría beneficiarse de una voz fresca o una toma fresca o un pensamiento fresco".
Damon Lindelof, guionista, dudando sobre su participación en la secuela de Prometheus.

Añadió que sería necesaria una película adicional para cerrar la brecha entre la secuela de Prometheus y Alien.
El 1 de agosto de 2012 se confirmó que Fox estaba persiguiendo una secuela con Scott como director y Noomi Rapace y Michael Fassbender como protagonistas y que estaba en conversaciones con nuevos guionistas en el caso de que Lindelof no participara de nuevo. La película sería programada para un estreno no antes de 2014. El 19 de diciembre de 2012 se informó de que Lindelof había decidido no trabajar en una secuela, citando otros compromisos. En junio de 2013 Jack Paglen anunció estar en negociaciones para escribir la secuela. En octubre de 2013 Scott confirmó que el guion estaba terminado, pero en marzo de 2014 se añadió que Michael Green estaba reescribiendo el guion de Paglen. La secuela estáría programada para comenzar a filmarse a finales de 2014, siendo su estreno el 4 de marzo de 2016. El director volvería a ser Scott, tras lo cual realizaría la secuela de Blade Runner.
El 26 de agosto de 2014 Scott confirmó en una entrevista para Entertainment Weekly que ya tenía escritas las secuelas de Blade Runner y Prometheus. El director habló a su vez sobre The Martian, su siguiente proyecto, tras el cual dirigiría la secuela de Blade Runner, dando poco margen a la confirmación de la fecha de realización de la secuela de Prometheus. Sin embargo, el 25 de noviembre de 2014 declaró que no dirigiría la segunda parte de Blade Runner, anunciando que solo sería el productor ejecutivo y confirmando a Harrison Ford en el reparto. A principios de marzo de 2015, se reveló que Scott sería también el productor de la nueva Alien 5, desarrollándose en paralelo tanto su filmación de la secuela de Prometheus como su producción de la secuela de Alien.
Finalmente, a principios de agosto de 2015 Scott anunció que iniciaría el rodaje de la secuela en enero de 2016, sin confirmarse aún por parte de 20th Century Fox una nueva fecha de estreno. Durante el Festival Internacional de Cine de Toronto, el cineasta afirmó que Michael Fassbender volvería a trabajar en ella, en la que también repetiría Noomi Rapace, estando programada para que su producción comenzara en el mes de febrero y añadiendo estar ya en preproducción para comenzar a rodar en Australia o Canadá.
Ridley Scott declaró en una entrevista para FilmFutter que su intención sería llevar a cabo tres películas más de Prometheus. De esta forma, el filme de ciencia ficción podría tener hasta cuatro partes. Ante la pregunta de si llegaría a conectar directamente con Alien, Scott contestó:

Sí, pero no será en la próxima película. Será en la que venga después, o puede que incluso haya una cuarta antes de que lleguemos a la saga Alien. El objetivo de todo esto es explicar la saga Alien, el origen y motivo de creación del Alien en sí mismo. Siempre he pensado en el Alien como parte de una guerra bacteriológica, que la nave original (a la que llamo el "Croissant") era una nave de guerra donde llevaban estas criaturas biomecánicas de destrucción.

Posteriormente, durante una entrevista a HeyUGuys, confirmó que el título de la segunda parte de la película sería Alien: Paradise Lost, haciendo referencia a la famosa obra El paraíso perdido del poeta inglés John Milton, que trata el tema de la caída del hombre, añadiendo que la cinta se titularía así porque se centraría en los orígenes del propio alien:

Bueno, porque nos dirigimos de nuevo al por qué, cómo y cuándo la bestia fue inventada. Vamos a ir de nuevo a la puerta trasera de la primera cinta de Alien, que hice hace 30 años.

Tras darse a conocer que la quinta entrega de la franquicia Alien quedaba en el aire indefinidamente debido a que 20th Century Fox había dado prioridad a Alien: Paradise Lost, Ridley Scott afirmó que en la secuela se revelaría quien había creado a los aliens.

Estoy tratando de volver a resucitar a la bestia y dejarla libre por un tiempo, porque regresará a Alien 1. Gradualmente me acerco a Alien 1 (...). Prometheus 2 comenzará a rodarse en febrero (...). Luego habrá otra [película] y después quizá regresemos a Alien 1. En cuanto a por qué. ¿Quién haría algo tan terrible?

El 12 de noviembre se confirmó que Scott había fichado al guionista John Logan, cuya tarea sería reescribir el guion que ya llevaba las firmas de Jack Paglen y Michael Green y el 13 de noviembre el propio realizador afirmó en una entrevista que el título definitivo de la película sería Alien: Covenant. El día 16, Fox confirmó en nota de prensa tanto el título como la fecha de estreno: el 6 de octubre de 2017 y a la semana siguiente Scott concretó el proyecto de una trilogía de secuelas de Prometheus, o de precuelas de Alien, para conectar ambas películas argumentalmente, siendo en total cinco los filmes que serían responsabilidad directa del realizador británico.

### Cómics
En el 2013 una nueva serie de cómics derivados de Prometheus fue anunciada por Dark Horse Comics. La trama de la serie ocurre después de los eventos de la película, pero con nuevos personajes involucrados. La serie se titula Fire and Stone (Fuego y Piedra) y es un cruce entre las franquicias de Alien, Predator, Alien vs Predator y Prometheus. El primer número, Prometheus: Fire and Stone fue lanzado el 10 de septiembre del 2014.